# Ga Pangyo (Seongnam)
Ga Pangyo (Tiếng Hàn: 판교역, Hanja: 板橋驛) hay Ga Pangyo (Thung lũng công nghệ Pangyo) (Tiếng Hàn: 판교(판교테크노밸리)역, Hanja: 板橋(板橋테크노밸리)驛) là ga tàu điện ngầm và ga trung chuyển trên Tuyến Shinbundang và Tuyến Gyeonggang ở Baekhyeon-dong, Bundang-gu, Seongnam-si, Gyeonggi-do, Hàn Quốc.

## Lịch sử
- 28 tháng 10 năm 2011: Việc kinh doanh bắt đầu với việc khai trương Ga Gangnam ~ Ga Jeongja trên Tuyến Shinbundang
- 24 tháng 9 năm 2016: Với việc khai trương đoạn Ga Pangyo ~ Ga Yeoju của Tuyến Gyeonggang nó đã trở thành trạm trung chuyển là ga cuối cùng.
- 28 tháng 12 năm 2023: KTX mở từ Ga Pangyo trên Tuyến Gyeonggang đến Ga Chungju trên Tuyến Jungbu Naeryuk[1]
- Năm 2026: Dự kiến mở thêm đoạn Ga Yeonsu ~ Ga Pangyo của Tuyến Gyeonggang

## Bố trí ga

### Tuyến Shinbundang (B3F)
| Cheonggyesan ↑ |
| \| S/B         |
| ↓ Jeongja      |

| Hướng Bắc | ● Tuyến Shinbundang | ← Hướng đi Yangjae · Gangnam · Nonhyeon · Sinsa     |
| Hướng Nam | ● Tuyến Shinbundang | → Hướng đi Jeongja · Migeum · Seongbok · Gwanggyo → |

### Tuyến Gyeonggang (B4F)
| Bắt đầu·Kết thúc |
| \| １            |
| ↓ Seongnam       |

| １ | Tuyến Jungbu Naeryuk |                    | Hướng đi Bubal · GamgokJanghowon · Chungju → |
| １ | ● Tuyến Gyeonggang   | ● Tuyến Gyeonggang | Hướng đi Gyeonggi Gwangju · Icheon · Yeoju → |
| ２ | ● Tuyến Gyeonggang   | ● Tuyến Gyeonggang | Kết thúc tại ga này                          |
| ２ | Tuyến Jungbu Naeryuk |                    | Kết thúc tại ga này                          |

## Xung quanh nhà ga
- Baekhyundong
- Pangyo-dong
- Trụ sở Tuyến Shinbundang
- Làng Botdeul
- Công viên Hwarang
- Làng Baekhyun
- Khu công nghệ Pangyo
- Đô thị mới Pangyo
- Nút giao thông Pangyo của Đường cao tốc Gyeongbu
- Hướng đi Imaechon và Seohyeon-dong
- Siêu thị Lotte Mart chi nhánh Pangyo
- Cửa hàng bách hóa Hyundai Pangyo
- Cầu đi bộ Naksaeng

## Hình ảnh

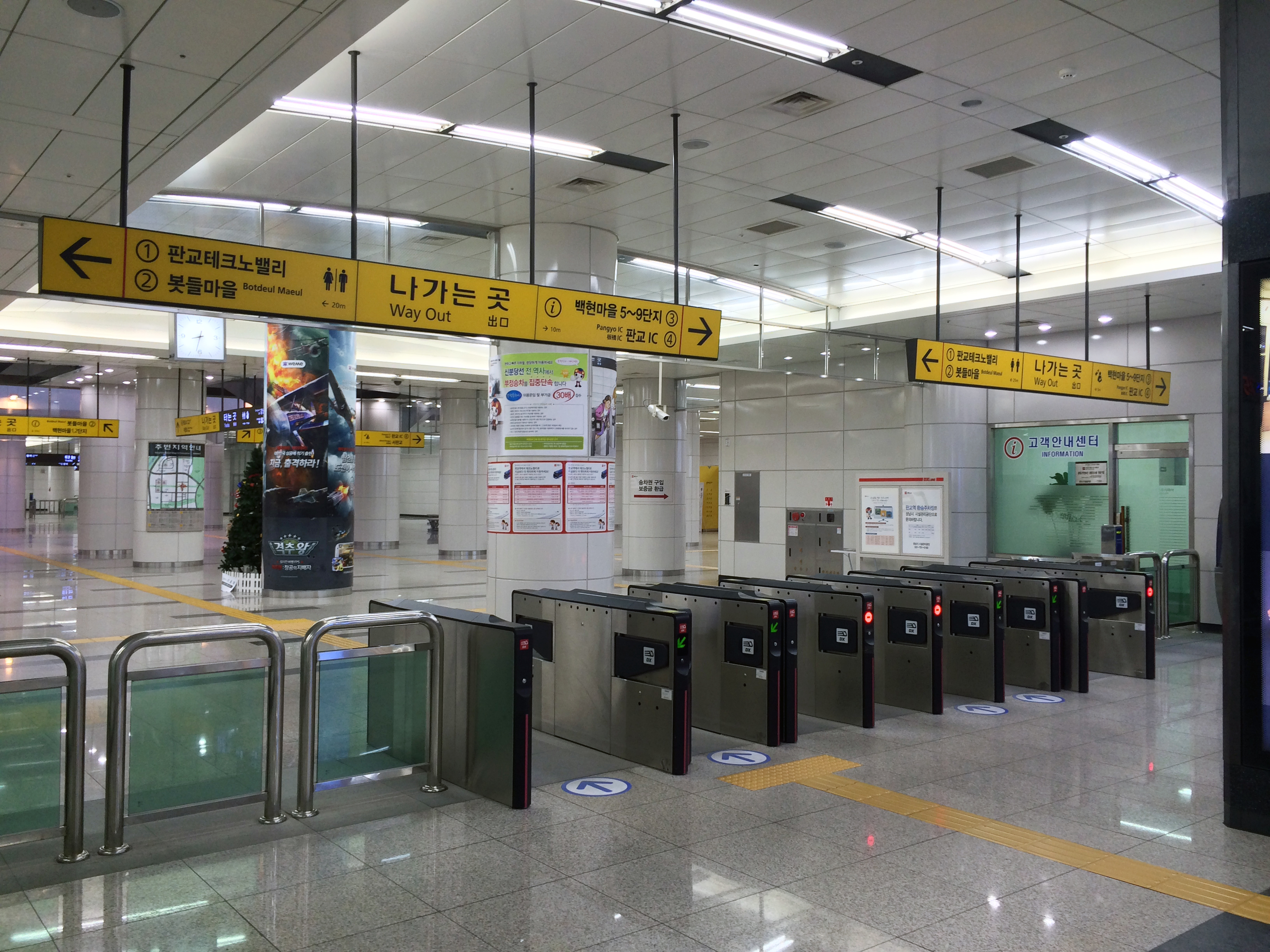
Cổng bán vé (Phần mở rộng Ga Jeongja - Ga Gwanggyo (không bao gồm Ga Migeum), Tuyến Gyeonggang, Ga Gangnam - Ga Sinsa mở rộng)
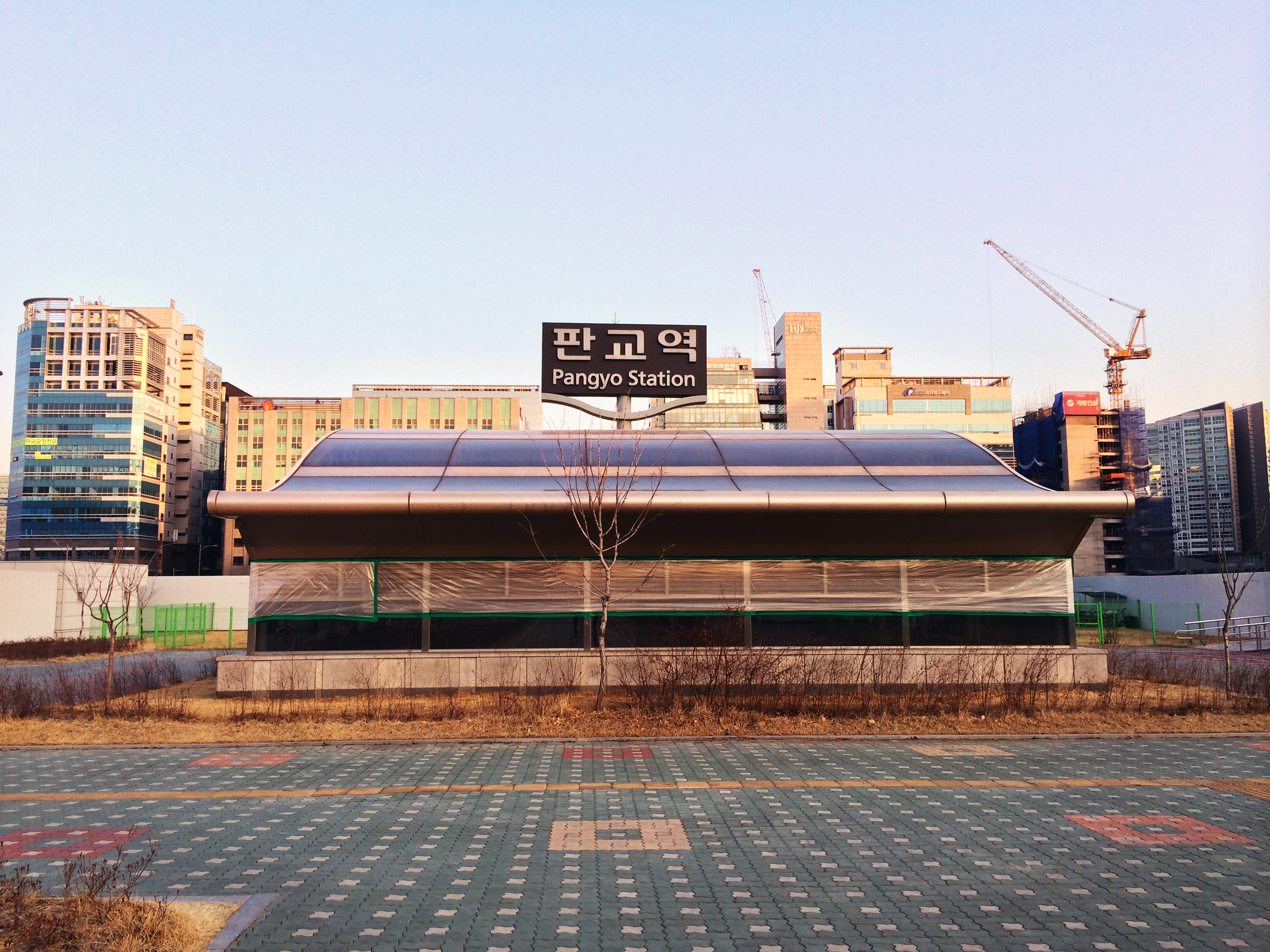
Bảng tên ga bên ngoài (trước phần mở rộng của Ga Jeongja đến Ga Gwanggyo (không bao gồm Ga Migeum), Tuyến Gyeonggang và Ga Gangnam đến phần mở rộng của Ga Sinsa)
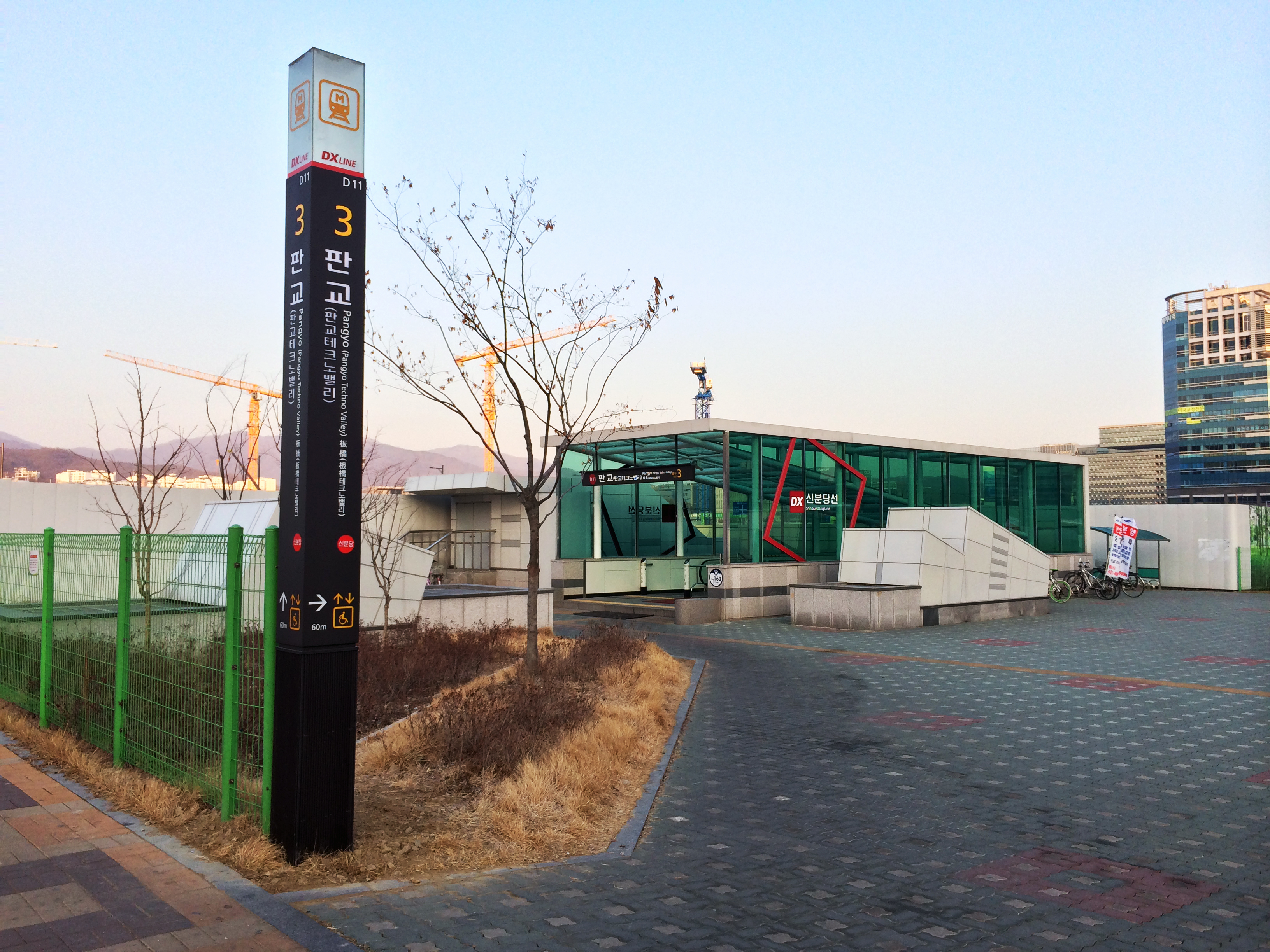
Lối vào số 3 (Phần mở rộng Ga Jeongja - Ga Gwanggyo (không bao gồm Ga Migeum), Tuyến Gyeonggang, Ga Gangnam - Ga Sinsa mở rộng trước khi mở cửa)
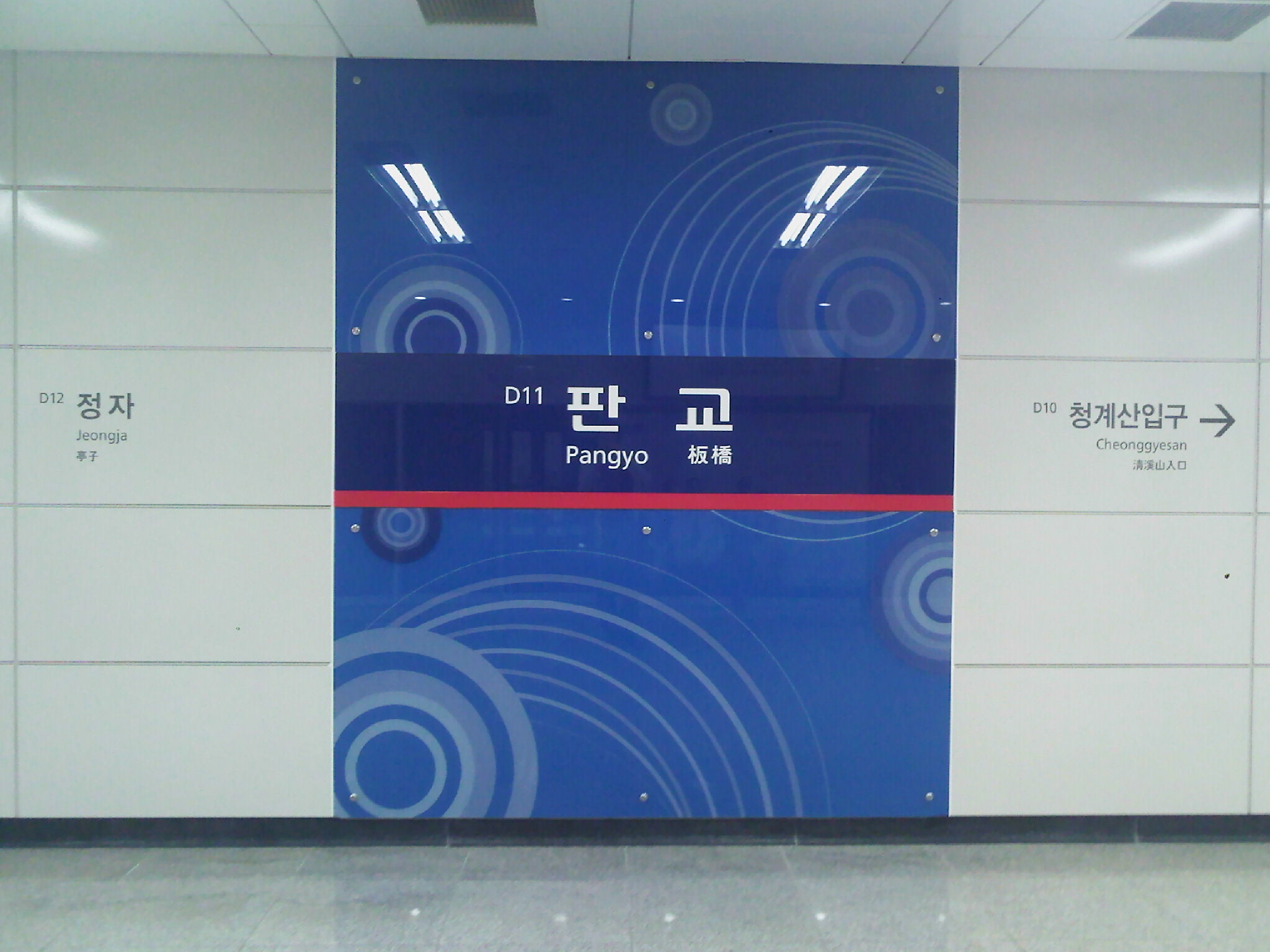
Bảng tên ga hướng Gangnam của Tuyến Shinbundang (thay đổi tên ga/phần mở rộng giữa Ga Jeongja và Ga Gwanggyo (không bao gồm Ga Migeum)/phần mở rộng của Tuyến Gyeonggang/Ga Gangnam và Ga Sinsa trước khi mở cửa)
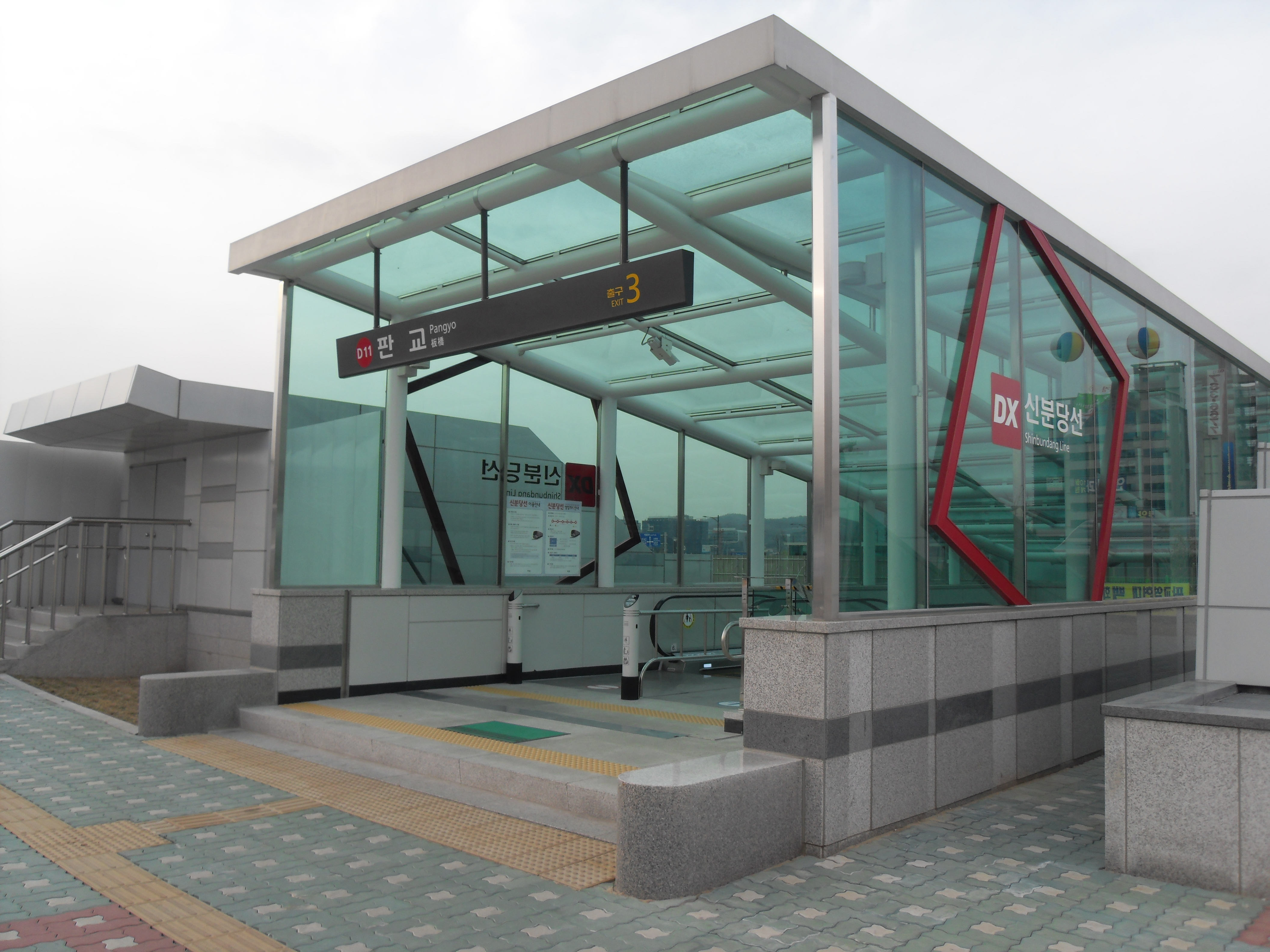
Lối vào số 3 (đổi tên ga/mở rộng đoạn giữa Ga Jeongja và Ga Gwanggyo (không bao gồm Ga Migeum) và mở rộng đoạn Tuyến Gyeonggang/Ga Gangnam và Ga Sinsa trước khi mở cửa)
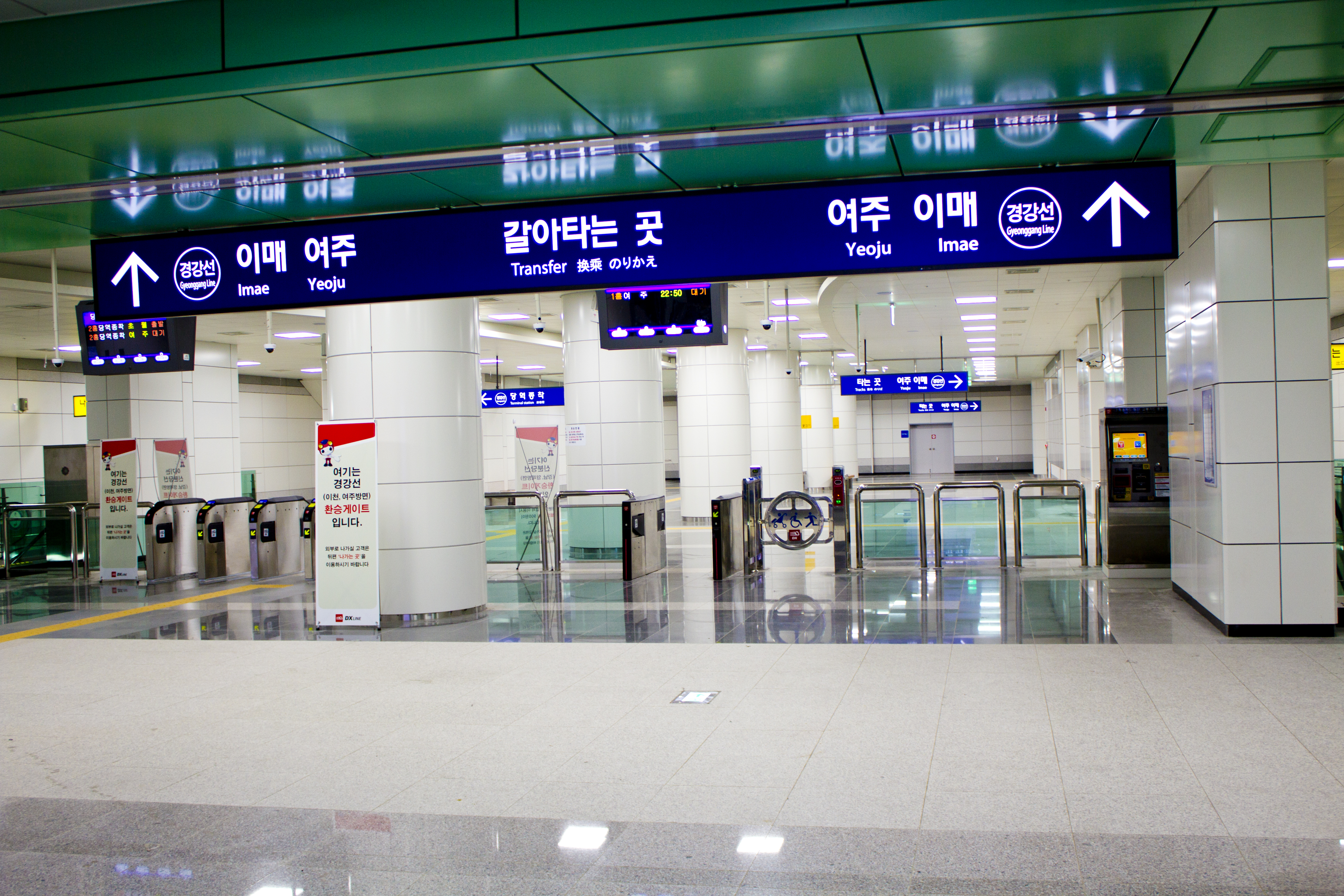
Lối đi trung chuyển (Tuyến Shinbundang→Tuyến Gyeonggang)